# Leptoclinides ramosum
Leptoclinides ramosum is een zakpijpensoort uit de familie van de Didemnidae. De wetenschappelijke naam van de soort is voor het eerst geldig gepubliceerd in 1898 door Gottschaldt.